# Alchemilla elgonensis
Alchemilla elgonensis é uma espécie de rosácea do gênero Alchemilla, pertencente à família Rosaceae.